# 昌平路桥
昌平路桥是中華人民共和國上海市靜安區一座橫跨吳淞江的橋樑，橋西側為昌平路，東側為恆通路。該橋樑於2020年12月6日建成通車。橋樑由上海城投公路投资（集团）有限公司建设，上海市机械施工集团有限公司施工。橋樑為双向六车道，设计速度40公里/小时，桥上的人行道与机动车道相隔离。昌平路桥单跨為59.86m，且不设橋墩。